# Hot House (Jazzstandard)
Hot House ist ein Jazzstandard, der 1945 von Tadd Dameron komponiert wurde. Anders als zahlreiche weitere seiner Kompositionen beruht Hot House auf den Harmoniefolgen eines bekannten Songs, nämlich What Is This Thing Called Love?.

## Kennzeichen des Songs
Strukturell ist Hot House eine „innovative Adaption des Porter-Songs: Bedient dieser sich noch der AABA-Form, wählte Dameron die AA'BA-Form –eigentlich sogar eine ABCA-Form, da sich A und A' nur noch harmonisch ähneln.“ Die Melodie ist auffällig chromatisch und könnte sogar als „chromatische Fantasie in Bebop“ begriffen werden. „Die überwiegend aus Achteltonketten bestehende Melodielinie macht starken Gebrauch von Übergangstönen und berührt die Grundtöne der jeweiligen Harmonie oft nur flüchtig oder überhaupt nicht.“

## Erste Aufnahmen
Dameron schrieb das Stück für eine der ersten Aufnahmesitzungen des Bebop, die am 11. Mai 1945 mit Charlie Parker und Dizzy Gillespie stattfand; diese Aufnahme gilt als „Meilenstein der Jazz-Geschichte.“ Parker spielte das Stück in den nächsten Jahren immer wieder ein, zuletzt am 15. Mai 1953 im legendären Konzert Jazz at Massey Hall.

## Weitere Aufnahmen
In der Folge nahmen so unterschiedliche Musiker wie Lionel Hampton, Dexter Gordon, Chaka Khan, Steve Lacy mit Mal Waldron, Larry Coryell und James Moody das Stück auf. 1959 spielte John Coltrane Fifth House ein, das auf den Harmonien von Hot House beruht, das er bereits 1946 aufgenommen hatte.
In einigen Interpretationen des Stücks werden What Is This Thing Called Love? und Hot House kombiniert, etwa indem zu Beginn des Stücks das Porter-Thema gespielt wird und nach den Improvisationen der einzelnen Musiker mit dem Dameron-Thema geschlossen wird.